# Aeropuerto de Leknes
El Aeropuerto de Leknes (en noruego: Leknes lufthavn) (IATA: LKN, OACI: ENLK) es un aeropuerto regional que presta servicio a la ciudad de Leknes y las áreas circundantes de las Islas Lofoten, en la provincia de Nordland, Noruega. Está situado a las afueras de la ciudad, en el municipio de Vestvågøy. La carretera europea E10 pasa al lado de la parte este del aeropuerto. En 2014 pasaron por él 101 757 pasajeros y está operado por la empresa estatal Avinor.

## Aerolíneas y destinos
| Aerolíneas | Destinos                             |
| ---------- | ------------------------------------ |
| Widerøe    | Bodø, Oslo-Gardermoen, Røst, Svolvær |

- Datos: Q2673185
- Multimedia: Leknes Airport / Q2673185